# Liverpool Football Club 1901-1902
Questa voce raccoglie le informazioni riguardanti il Liverpool Football Club nelle competizioni ufficiali della stagione 1901-1902.

## Maglie e sponsor
Vennero confermate le divise introdotte nel 1900.
| Casa | Trasferta |  |

## Rosa
| N. |                        | Ruolo | Calciatore     |
| -- | ---------------------- | ----- | -------------- |
|    | Inghilterra (bandiera) | P     | Bill Marshall  |
|    | Inghilterra (bandiera) | P     | Bill Perkins   |
|    | Scozia (bandiera)      | D     | Billy Dunlop   |
|    | Inghilterra (bandiera) | D     | John Glover    |
|    | Scozia (bandiera)      | D     | Bill Goldie    |
|    | Scozia (bandiera)      | D     | Thomas Hunter  |
|    | Scozia (bandiera)      | D     | Alex Raisbeck  |
|    | Scozia (bandiera)      | D     | Jack Robertson |
|    | Inghilterra (bandiera) | D     | Charlie Wilson |
|    | Inghilterra (bandiera) | C     | George Bowen   |
|    | Inghilterra (bandiera) | C     | Jack Cox       |
|    | Galles (bandiera)      | C     | Maurice Parry  |

| N. |                        | Ruolo | Calciatore            |
| -- | ---------------------- | ----- | --------------------- |
|    | Scozia (bandiera)      | C     | George Fleming        |
|    | Inghilterra (bandiera) | C     | Arthur Goddard        |
|    | Inghilterra (bandiera) | C     | Tommy Green           |
|    | Scozia (bandiera)      | C     | Tom Robertson         |
|    | Inghilterra (bandiera) | A     | John Davies           |
|    | Scozia (bandiera)      | A     | John Hunter           |
|    | Scozia (bandiera)      | A     | Andy McGuigan         |
|    | Galles (bandiera)      | A     | Dickie Morris         |
|    | Inghilterra (bandiera) | A     | Sam Raybould          |
|    | Inghilterra (bandiera) | A     | Charlie Satterthwaite |
|    | Scozia (bandiera)      | A     | Johnny Walker         |